# Croftamie
Croftamie est un village situé dans le Stirling, en Écosse.